# سانت باول (تكساس)
سانت باول (بالإنجليزية: St. Paul town, Texas)‏ هي بلدة تقع بولاية تكساس في الولايات المتحدة. تبلغ مساحتها 3.72 كم2، وترتفع عن سطح البحر 161.544 م، بلغ عدد سكانها 1,066 نسمة في عام 2010 حسب إحصاء مكتب تعداد الولايات المتحدة وتصل الكثافة السكانية فيها 286.6 نسمة لكل كيلومتر مربع (742.3/ميل2).

## التركيبة السكانية
حدّد مكتب تعداد الولايات المتحدة بيانات التركيبة السكانية لسانت باول في تعداد الولايات المتحدة. في ما يلي، التركيبة السكانية حسب تعدادي 2000 و2010.

### تعداد عام 2000
بلغ عدد سكان سانت باول 630 نسمة بحسب تعداد عام 2000، وبلغ عدد الأسر 223 أسرة وعدد العائلات 188 عائلة مقيمة في البلدة. في حين سجلت الكثافة السكانية 169.4 نسمة لكل كيلومتر مربع (438.7/ميل2). وبلغ عدد الوحدات السكنية 232 وحدة بمتوسط كثافة قدره 62.4 لكل كيلومتر مربع (161.6/ميل2).
وتوزع التركيب العرقي للبلدة بنسبة 93.49% من البيض و0.63% من الأمريكيين الأفارقة و0.48% من الأمريكيين الأصليين و1.27% من الأمريكيين ذوي الأصول الآسيوية و0.16% من سكان جزر المحيط الهادئ و1.43% من الأعراق الأخرى و2.54% من عرقين مختلطين أو أكثر و4.13% من الهسبانيون أو اللاتينيون من أي عرق.
بلغ عدد الأسر 223 أسرة كانت نسبة 39.5% منها لديها أطفال تحت سن الثامنة عشر تعيش معهم، وبلغت نسبة الأزواج القاطنين مع بعضهم البعض 76.2% من أصل المجموع الكلي للأسر، ونسبة 2.2% من الأسر كان لديها معيلات من الإناث دون وجود شريك، بينما كانت نسبة 5.8% من الأسر لديها معيلون من الذكور دون وجود شريكة وكانت نسبة 15.7% من غير العائلات. تألفت نسبة 13% من أصل جميع الأسر من عدة أفراد يعيشون في نفس المنزل ونسبة 2.2% كانت تتألف من شخص يعيش بمفرده يبلغ من العمر 65 عاماً أو أكثر. وبلغ متوسط حجم الأسرة المعيشية 2.83، أما متوسط حجم العائلات فبلغ 3.09.
بلغ العمر الوسطي للسكان 40.0 عاماً. وكانت نسبة 26.8% من القاطنين تحت سن الثامنة عشر، وكانت نسبة 4.6% بين الثامنة عشر والرابعة والعشرين عاماً، ونسبة 31.6% كانت واقعةً في الفئة العمرية ما بين الخامسة والعشرين والرابعة والأربعين عاماً، ونسبة 26.3% كانت ما بين الخامسة والأربعين والرابعة والستين، ونسبة 10.6% كانت ضمن فئة الخامسة والستين عاماً فما فوق. يوجد لكل 100 أنثى 103.9 ذكر، ويوجد لكل 100 أنثى في الثامنة عشر من عمرها فما فوق 103.1 ذكر.
بلغ متوسط دخل الأسرة في البلدة 72,500 دولارًا، أما متوسط دخل العائلة فبلغ 73,906 دولارًا. وكان متوسط دخل الذكور 55,000 دولارًا مقابل 30,875 دولارًا للإناث. وسجل دخل الفرد الخاص بالبلدة 29,647 دولارًا. وكانت نسبة 5.4% من العائلات ونسبة 6.1% من السكان تحت خط الفقر، وكان من هؤلاء نسبة 5.6% تحت سن الثامنة عشر ونسبة 10.2% في الخامسة والستين من العمر وما فوق.

### تعداد عام 2010
بلغ عدد سكان سانت باول 1,066 نسمة بحسب تعداد عام 2010، وبلغ عدد الأسر 329 أسرة وعدد العائلات 297 عائلة مقيمة في البلدة. في حين سجلت الكثافة السكانية 286.6 نسمة لكل كيلومتر مربع (742.3/ميل2). وبلغ عدد الوحدات السكنية 339 وحدة بمتوسط كثافة قدره 91.1 لكل كيلومتر مربع (235.9/ميل2).
وتوزع التركيب العرقي للبلدة بنسبة 91.65% من البيض و1.22% من الأمريكيين الأفارقة و0.28% من الأمريكيين الأصليين و3.85% من الأمريكيين ذوي الأصول الآسيوية و0.84% من الأعراق الأخرى و2.16% من عرقين مختلطين أو أكثر و9.94% من الهسبانيون أو اللاتينيون من أي عرق.
بلغ عدد الأسر 329 أسرة كانت نسبة 51.4% منها لديها أطفال تحت سن الثامنة عشر تعيش معهم، وبلغت نسبة الأزواج القاطنين مع بعضهم البعض 80.2% من أصل المجموع الكلي للأسر، ونسبة 3.6% من الأسر كان لديها معيلات من الإناث دون وجود شريك، بينما كانت نسبة 6.4% من الأسر لديها معيلون من الذكور دون وجود شريكة وكانت نسبة 9.7% من غير العائلات. تألفت نسبة 6.7% من أصل جميع الأسر من عدة أفراد يعيشون في نفس المنزل ونسبة 2.1% كانت تتألف من شخص يعيش بمفرده يبلغ من العمر 65 عاماً أو أكثر. وبلغ متوسط حجم الأسرة المعيشية 3.24، أما متوسط حجم العائلات فبلغ 3.38.
بلغ العمر الوسطي للسكان 37.1 عاماً. وكانت نسبة 29.5% من القاطنين تحت سن الثامنة عشر، وكانت نسبة 6.7% بين الثامنة عشر والرابعة والعشرين عاماً، ونسبة 26.7% كانت واقعةً في الفئة العمرية ما بين الخامسة والعشرين والرابعة والأربعين عاماً، ونسبة 27.4% كانت ما بين الخامسة والأربعين والرابعة والستين، ونسبة 9.7% كانت ضمن فئة الخامسة والستين عاماً فما فوق. وتوزع التركيب الجنسي للسكان بنسبة 51.2% ذكور و48.8% إناث.